# Meniscomorpha cleiae
Meniscomorpha cleiae är en stekelart som beskrevs av Alfred Byrd Graf 1979. Meniscomorpha cleiae ingår i släktet Meniscomorpha och familjen brokparasitsteklar. Inga underarter finns listade i Catalogue of Life.